# Santa Eufemia del Arroyo
Santa Eufemia del Arroyo è un comune spagnolo di 132 abitanti situato nella comunità autonoma di Castiglia e León.